# 霧多布港

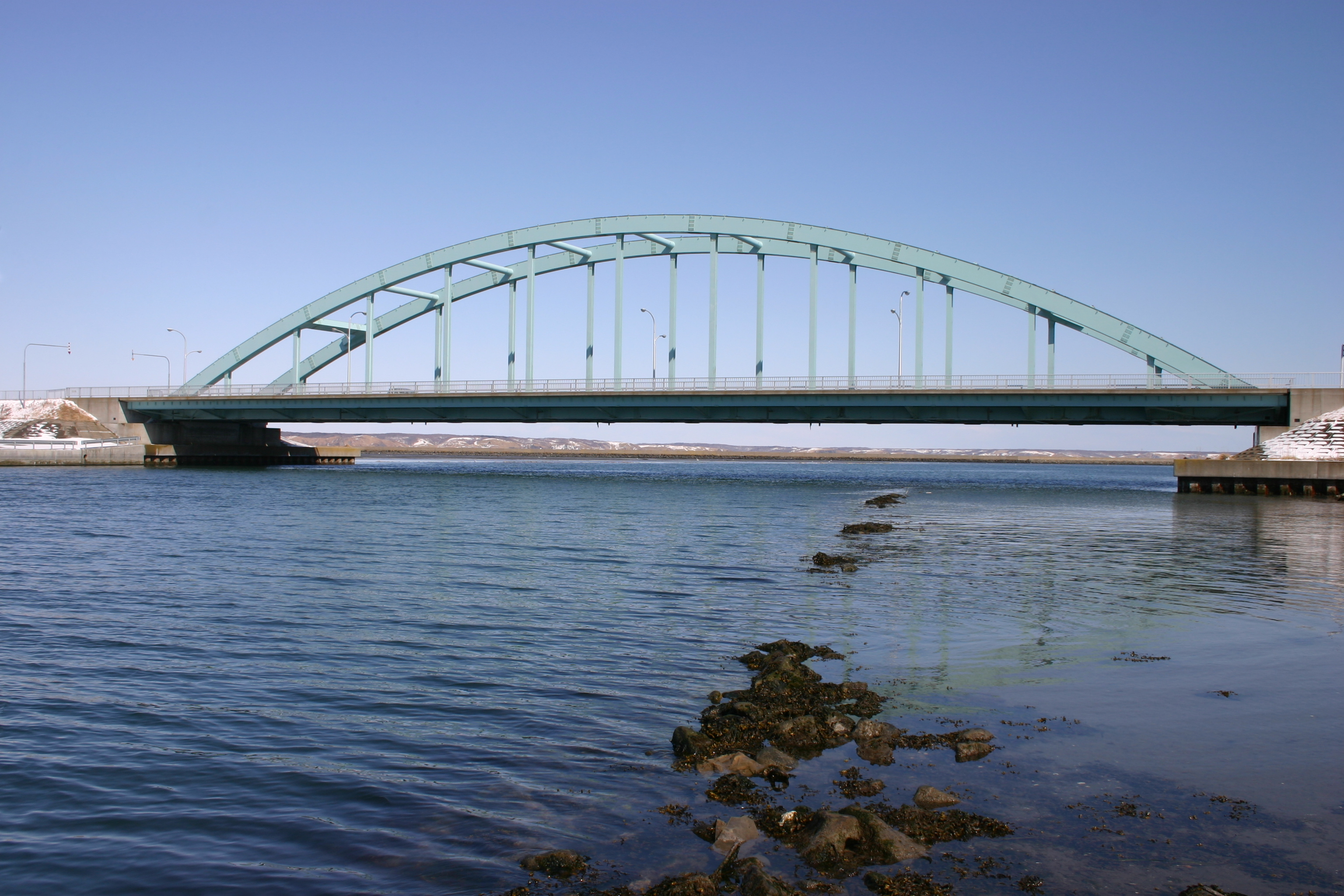
霧多布大橋（2013年3月）

霧多布港（きりたっぷこう）は、北海道厚岸郡浜中町にある港湾。港湾管理者は浜中町。港湾法上の「地方港湾」に指定されている。釧路市と根室市のほぼ中間に位置しており、港は浜中湾と琵琶瀬湾の2湾に面している。これまでに大規模な地震や津波の被害が発生しているため、港湾整備事業と海岸整備事業が連携した防災対策を進めている。

## 港湾施設
主な港湾施設は次の通り。「はまなか町勢要覧（資料編）」参照。
外郭施設
- 東防波堤
- 東護岸
- 西防波堤
- 北防波堤
- 防砂堤
- 本町地区護岸
- 東防波堤基部護岸
- 琵琶瀬湾西防波堤
- 琵琶瀬湾東防波堤
- 琵琶瀬湾西船溜防波堤
- 琵琶瀬湾東船溜防波堤
- 中防波堤
- 琵琶瀬湾航路護岸
- 本町西防波堤
- 本町東防波堤
- 琵琶瀬湾第二東地区荷捌地護岸
- 琵琶瀬湾航路護岸東
- 琵琶瀬湾航路護岸第二東
- 琵琶瀬湾防波堤第二内東
- 暮帰別地区航路護岸（左岸）
- 暮帰別地区航路護岸（右岸）

係留施設
- -2.0 m物揚場
- 本町地区-4.0 m物揚場
- 第一船揚場
- 第二船揚場
- 東-4.0 m物揚場
- 北-2.0 m物揚場
- -5.0 m岸壁
- 琵琶瀬湾西物揚場
- 本町地区-3.0 m物揚場
- 琵琶瀬湾東-2.5 m物揚場
- 琵琶瀬湾第二東-2.5 m物揚場
- 本町地区西-3.5 m物揚場
- 本町地区東-3.5 m物揚場
- 西-5.0 m岸壁
- 西-5.0 m岸壁取付部
- 暮帰別地区-1.5 m物揚場（左岸）
- 暮帰別地区-1.5 m物揚場（右岸）

荷捌施設
- 中央地区荷捌地
- 荷捌地
- 本町地区公共荷捌地
- 埠頭用地
- 琵琶瀬湾東地区荷捌地
- 琵琶瀬湾第二東地区荷捌地

## 沿革

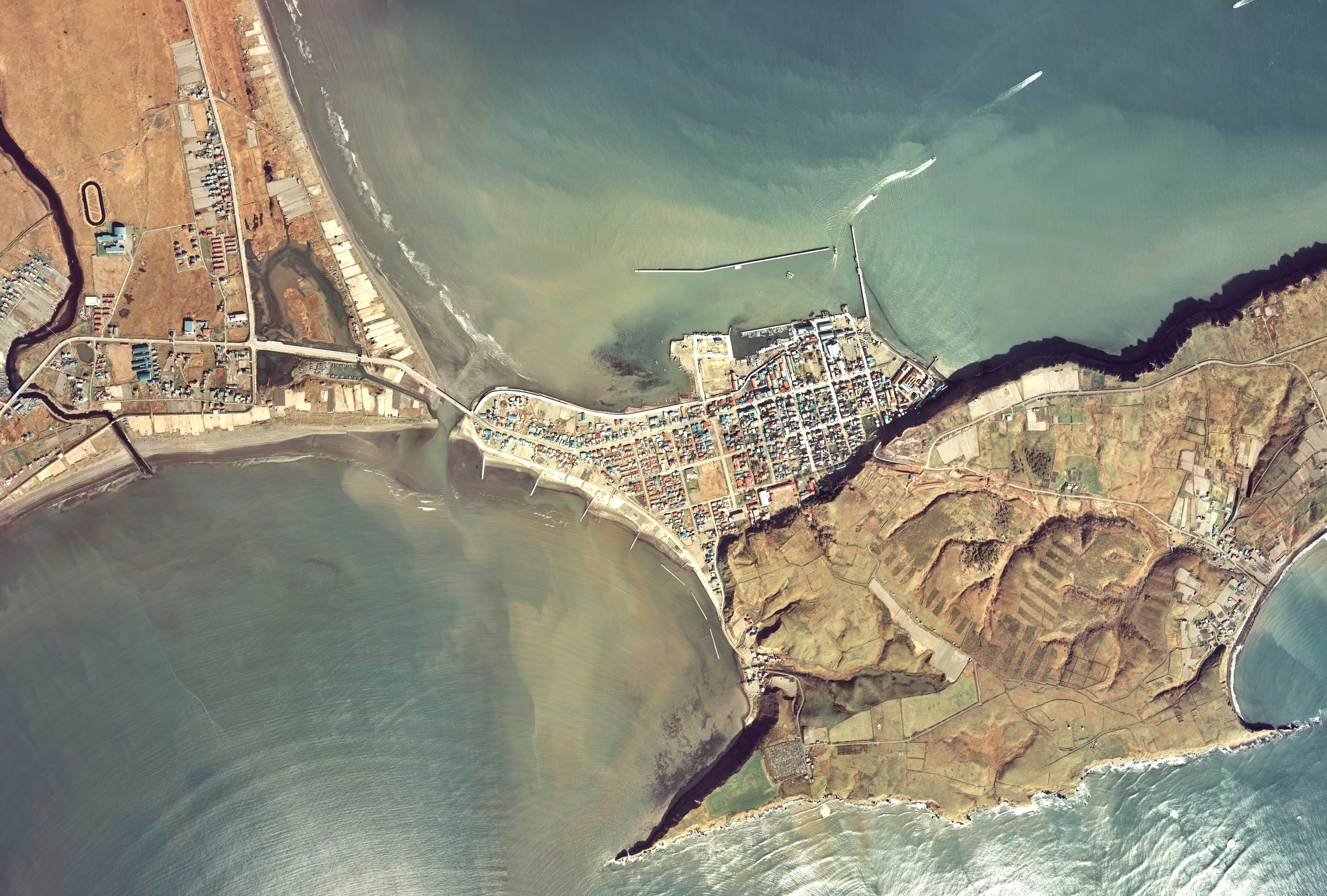
浜中町中心部の空中写真（1978年（昭和53年）撮影の10枚を合成作成）。。

- 1947年（昭和22年）：霧多布港築設着手。
- 1949年（昭和24年）：「地方港湾」指定。
- 1952年（昭和27年）：「十勝沖地震」発生。
- 1953年（昭和28年）：浜中町が港湾管理者となる。
- 1956年（昭和31年）：公有水面埋立法による「乙号港湾」指定。
- 1960年（昭和35年）：「チリ地震」に伴う津波によりトンボロ（陸繋島）破断[3]、霧多布大橋流失（翌年架設）。
- 1971年（昭和46年）：港則法による「適用港湾」指定。臨港地区指定。
- 1988年（昭和63年）：琵琶瀬湾側整備着手。
- 1993年（平成05年）：「釧路沖地震」発生。
- 1994年（平成06年）：「北海道東方沖地震」発生。
- 2001年（平成13年）：津波防災ステーション完成[4]。
- 2003年（平成15年）：「十勝沖地震」発生。
- 2011年（平成23年）：「東日本大震災」発生。

## 参考資料
- “はまなか町勢要覧（資料編）” (PDF).  浜中町. 2017年12月12日閲覧。